# 존 카펜터
존 하워드 카펜터(John Howard Carpenter, 1948년 1월 6일 ~ )는 미국의 영화 감독, 영화 각본가, 작곡가이다.

## 음반 목록
- Lost Themes (2015)
- Lost Themes II (2016)
- Anthology: Movie Themes 1974–1998 (2017)

## 작품 목록

### 연출
- 캡틴 보이어 (1969, 단편)
- 다크 스타 (1974)
- 분노의 13번가 (1976)
- 할로윈 (1978)
- 욕망의 불꽃(영어판) (1978)
- 엘비스 (1979)
- 안개 (1980)
- 에스케이프 프롬 뉴욕 (1981)
- 괴물 (1982)
- 크리스틴 (1983)
- 스타맨 (1984)
- 빅 트러블 (1986)
- 프린스 오브 다크니스 (1987)
- 화성인 지구 정복 (1988)
- 투명 인간의 사랑 (1992)
- 보디 백 (1993)
- 매드니스 (1994)
- 저주받은 도시 (1995)
- LA 탈출 (1996)
- 슬레이어 (1998)
- 화성의 유령들 (2001)
- 더 워드 (2010)

### 기타
- The Resurrection of Broncho Billy (1970) - 각본
- 로라 마스의 눈 (1978) - 각본
- 할로윈 2: 저주받은 병실 (1981) - 각본
- 블랙 문 라이징 (1986) - 각본
- 할로윈 3 (1982) - 제작에만 참여